# Отеро, Педро
Педро Мануэль Отеро Васкес (исп. Pedro Manuel Otero Vázquez; род. 20 июня 1920, Гавана) — кубинский баскетболист. Участник летних Олимпийских игр 1948 года, серебряный призёр Центральноамериканских и Карибских игр 1946 года.

## Биография
Педро Отеро родился 20 июня 1920 года в кубинском городе Гавана.
В составе сборной Кубы по баскетболу в 1946 году завоевал серебряную медаль Центральноамериканских и Карибских игр в Барранкилье.
В 1948 году вошёл в состав сборной Кубы по баскетболу на летних Олимпийских играх в Лондоне, занявшей 13-е место. Провёл 5 матчей, набрал 21 очко (8 в матче со сборной Аргентины, 5 — с Перу, по 4 — с Мексикой и Ирландией).
О дальнейшей жизни данных нет.